# Crypturellus kerriae
Crypturellus kerriae е вид птица от семейство Тинамуви (Tinamidae). Видът е световно застрашен, със статут Уязвим.

## Разпространение
Видът е разпространен в Колумбия и Панама.